# Synthecium tottoni
Synthecium tottoni är en nässeldjursart som beskrevs av Ralph 1958. Synthecium tottoni ingår i släktet Synthecium och familjen Syntheciidae. Inga underarter finns listade i Catalogue of Life.